# Municipio de Licking Creek
El municipio de Licking Creek (en inglés: Licking Creek Township) es un municipio ubicado en el condado de Fulton en el estado estadounidense de Pensilvania. En el año 2000 tenía una población de 1532 habitantes y una densidad poblacional de 13 personas por km².

## Geografía
El municipio de Licking Creek se encuentra ubicado en las coordenadas 39°59′17″N 78°08′59″O / 39.98806, -78.14972.

## Demografía
Según la Oficina del Censo en 2000 los ingresos medios por hogar en la localidad eran de $36 141 y los ingresos medios por familia eran de $41 528. Los hombres tenían unos ingresos medios de $28 945 frente a los $21 656 para las mujeres. La renta per cápita de la localidad era de $15 940. Alrededor del 10,2 % de la población estaba por debajo del umbral de pobreza.